# Hochwolkersdorf (Herrschaft)
Die Herrschaft Hochwolkersdorf war eine Grundherrschaft im Viertel unter dem Wienerwald im Erzherzogtum Österreich unter der Enns, dem heutigen Niederösterreich.

## Ausdehnung
Die Herrschaft, welcher auch die Gülte Weichselberg angehörte, umfasste zuletzt die Ortsobrigkeit über  Hochwolkersdorf Dorf und Hochwolkersdorf Amt sowie Hackbüchl. Der Sitz der Verwaltung befand sich in Hochwolkersdorf.

## Geschichte
Letzte Inhaber der Allodialherrschaft waren die Freiherrn und Freiinnen Karl, Ernest, Maria, Camilla, Emilie, Anna,
Josefa, Ritta und Katharina Bourgeois, als im Wege der Reformen 1848/1849 die Herrschaft aufgelöst wurde.